# Ракурс
Ра́курс (або раку́рс) (фр. raccourci — вкорочений від фр. raccourcir — вкорочувати) —
- Перспективне зменшення різних частин віддалених предметів, фігур, архітектурних елементів і т. ін., що призводить до зміни їхніх звичних обрисів.
- фотографія, кіно — Незвична для ока перспектива зображення предмета, спричинена непаралельністю площини світлочутливого шару фотоматеріалу до площини, в якій розташований предмет.
- переносне значення — Кут зору, певний погляд, особливість явища.

Ракурс зумовлений точкою зору на натуру, а також положенням натури в просторі.

A: Неперспективний ракурс, і B: Перспективний ракурс

Ракурс кінозйомки — зображення об’єкта  з різних напрямків поглядів нерухомою або рухомою кінокамерою. Активний прийом операторської майстерності, який використовується для побудови виразно-монтажної композиції фільму. Дозволяє всесторонньо показувати дію, епізод, явище, а також міміку, жести і рухи людини, створювати монтажні метафори, суміщати точку зйомки оператора з поглядом персонажа та ін.

## Ракурс (в образотворчому мистецтві)
Ракурс (в образотворчому мистецтві) — перспективне скорочення зображених предметів. В декоративних розписах ракурс часто використовують для найефектнішої передачі руху і простору.